# Электроника МК-85

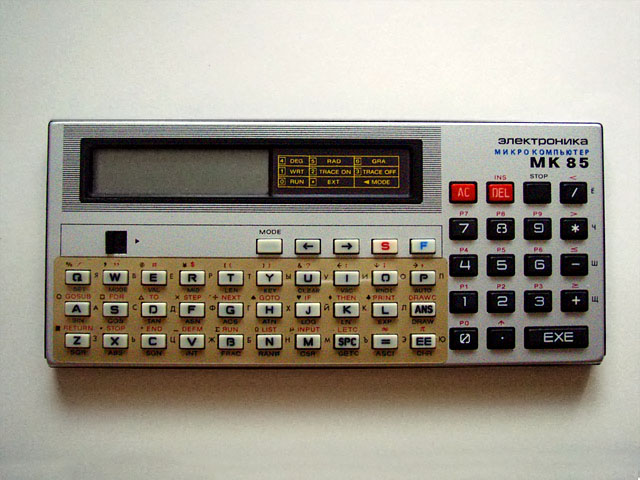
«Электроника МК-85»

Электроника МК-85 — советский программируемый калькулятор (микрокомпьютер) на базе 16-битного процессора со встроенным интерпретатором языка Бейсик. Разрабатывался в НИИТТ, главный конструктор — Л. Минкин, заместитель ГК — Ю. Отрохов, разработчики — С. Ермаков, О. Семичастнов, Б. Кротков, А. Подоров, В. Гладков и др. Серийно выпускался заводом «Ангстрем», г. Зеленоград, с 1986 по 2000 год, было произведено более 150 тыс. калькуляторов различных модификаций.
МК-85 продавался в сети магазинов «Электроника» по цене 145 рублей, что на тот момент было значительно дешевле любой другой ЭВМ, оснащённой интерпретатором Бейсика, затем — по свободной розничной цене. Микрокомпьютер предназначен для выполнения научных, инженерных и статистических расчётов и решения задач с помощью программ, составленных на языке Бейсик. Компьютер выполняет все операции с максимальной ошибкой ±1 в десятом разряде числа. Компьютер автоматически выполняет ранее записанную программу, четыре арифметических действия, вычисления прямых и обратных тригонометрических функций, десятичных и натуральных логарифмов, экспоненциальной функции, квадратного корня, абсолютной величины, определение знака числа, целой и дробной части числа и генерацию случайных чисел. Предположительно, единственный в мире на момент появления микрокалькулятор, оснащённый 16-разрядным микропроцессором с системой команд PDP-11.

## История создания
В 1984 году Министерство электронной промышленности дало задание на проектирование аналога карманного персонального компьютера Casio FX-700P. Разработчики предложили использовать 16-битный процессор Н1806ВМ2, основанный на технологии КМОП аналог К1801ВМ2, процессора с системой команд популярной в СССР архитектуры PDP-11, и базовый матричный кристалл Н1515ХМ1. Несмотря на иную схемотехнику, в министерстве настояли на полном внешнем сходстве с прототипом Casio, хотя это вызвало затруднения, в частности, со схемой выключения. Переработанный для калькулятора процессор получил обозначение Т243-2, а на базовом матричном кристалле были созданы контроллер ОЗУ, ПЗУ и клавиатуры T241-2-015 и контроллер дисплея T241-2-014. Прототип на базе этих элементов серийно не выпускался, однако несколько экземпляров попали к потребителям. Для серийного образца на базе К1801ВМ2 была разработана оригинальная микросхема процессора, включившая в себя часть контроллеров периферийных устройств и получившая обозначение Т36ВМ1-2, и переработанные варианты трассировки базового матричного кристалла периферийных микросхем.

## Технические характеристики
- Система счисления: десятичная;
- Задаваемое количество разрядов мантиссы числа: 10;
- Количество внутренних разрядов мантиссы числа: 12;
- Количество индицируемых разрядов мантиссы числа: от 6 до 10, в зависимости от числа разрядов порядка;
- Количество разрядов порядка числа: 4;
- Процессор: 16-разрядный, совместимый с ЭВМ «Электроника-60»; 8 регистров общего назначения, 72 инструкции;
- Память:
  - для модели МК-85 — 2 КБ энергонезависимой памяти (1221 шаг программы);
  - для модели МК-85М — 6 КБ энергонезависимой памяти (5317 шагов программы);
- Количество адресуемых регистров памяти:
  - для модели МК-85 — 26 с возможностью расширения до 178;
  - для модели МК-85М — 26 с возможностью расширения до 690;
- Количество одновременно хранимых программ (файлов): 10 (P0—P9);
- Язык программирования: BASIC;
- Режимы работы: основной / калькуляторный / записи / отладки / совмещённых функций (S), (F) / расширения функциональных возможностей / повышенного быстродействия (турборежим);
- Дисплей: жидкокристаллический, матричный, 12-разрядный, 1 строка, символы образованы матрицей 5×7 пикселей (ИЖВ1-12/5×7), оснащён регулятором контрастности;
- Клавиатура: 54 клавиши, сгруппированные в две зоны (к клавиатуре прилагалась прозрачная накладка с обозначением дополнительных функций клавиш, не обозначенных на корпусе);
- Напряжение питания: 6 В; внешний блок питания и заменяемые элементы питания СЦ-0,18 (4 × 1,5 В) для автономной работы;
- Потребляемая мощность: менее 0,02 Вт;
- Размеры: 13×166×73 мм;
- Диапазон рабочих температур: от +5 до +40 °C;
- Масса: не более 0,15 кг;
- Последний год выпуска: 2002[источник не указан 4505 дней].

## Комплект поставки
- Микрокомпьютер «Электроника МК-85/МК-85М»;
- Руководство по эксплуатации;
- Библиотека программ (допускается не комплектовать);
- Футляр;
- Упаковочная тара;
- Элементы питания серебряно-цинковые типа СЦ 0,18 (установлены в компьютере), современные аналоги SR44, GP357, GPS76, либо щелочные LR44, GPA76, и AG-13 (применяются в современных лазерных указках), можно применить и аккумуляторы Д-0,06, но заряжаться они в аппарате не будут, к тому же они слегка отличаются размерами.
- Блок питания «Электроника Д2-10К» (внешне аналогичен Д2-10М, но является стабилизированным и имеет иные компоненты) или «Электроника Д2-37В» (со стабилизатором);
- Накладка на клавиатуру.

## Описание аппаратной части
Существовало два различных варианта аппаратной реализации МК-85:
Пилотная версия:
- центральный процессор: Т234-2 (на основе процессора 1806ВМ2);
- контроллер ОЗУ, ПЗУ и клавиатуры: Т241-2-015 (на основе БМК КН1515ХМ1);
- контроллер ЖК дисплея: Т241-2-014 (на основе БМК КН1515ХМ1);
- ПЗУ на основе 2 микросхем Т242-2 (с организацией 8Кх8), общим объёмом 16 КБ;
- ОЗУ: Т244-2 (с организацией 2Кх8), статического типа, объёмом 2 КБ.

Именно такой микрокалькулятор изображён на фотографии в статье о нём в журнале «Наука и жизнь» (№ 4 за 1987 год). Серийно не выпускался, но некоторые образцы попали к конечным потребителям. Судя по надписям на клавиатуре, в его интерпретаторе Бейсика отсутствует целый ряд команд, добавленных во вторую версию (в частности, для непосредственного управления пикселями).
Серийная версия:
Переработана для серийного выпуска на заводе «Ангстрем», микросхема процессора получила встроенный контроллер ввода-вывода, две микросхемы ПЗУ были заменены на одну.
- Центральный процессор со встроенным контроллером ввода-вывода: Т36ВМ1-2 (КА1013ВМ1). Создан на основе процессора 1806ВМ2 с дополнительными элементами — тактовым генератором, контроллером питания, 13-битным портом клавиатуры, 15-битным параллельным портом ввода-вывода, отдельным портом управления ЖКИ. Доступ к памяти осуществлялся через демультиплексированную шину адреса (до 15 бит) и 8-битную шину данных, а также с использованием до 8 сигналов выборки микросхемы (chip select).
- Контроллер ЖК дисплея: Т36ВГ1-2 (КА1013ВГ2).
- ПЗУ: Т36РЕ1-2 (КА1013РЕ1), объёмом 32 КБ (использовалась только половина объёма микросхемы). В поздних экземплярах могли применяться Т36РЕ2-2 с организацией 16Кх8.
- ОЗУ: Т36РУ1-2 (КА1013РУ1) статического типа, объёмом 2 КБ, с организацией 2Кх8. Предположительные аналоги — CMOS SRAM микросхемы HM6116 и TC5517.[источник не указан 2884 дня]

## Некоторые факты
- Изначально на лицевой стороне корпуса первых выпусков МК-85 было написано «Программируемый микрокалькулятор», затем — «Персональный компьютер». Серийные модели имели надпись «Микрокомпьютер».
- Для внутреннего представления текстовых данных и кода программ использована нестандартная 8-битная кодировка символов, частично совместимая с ASCII. В ней русские буквы имеют практически тот же порядок следования, что и в КОИ-8, но размещены в других кодовых позициях (0x1E, 0x1F и 0x80—0xBF), а кодовые позиции 0xC0—0xFF отведены под команды Бейсика. При сохранении строки программы команды «сжимались» до 1 символа (преобразовывались из текстового представления в кодовое).
- Символ в кодовой позиции 0x60 являлся переназначаемым пользователем: его начертание можно было модифицировать специальной командой LETC.
- При некоторых тригонометрических операциях наблюдалось возникновение «мусорных» пикселов на экране; вычисление синуса и косинуса некоторых аргументов вызывало мягкую перезагрузку устройства.
- В калькуляторе предусмотрена не документированная в руководстве команда: при выполнении команды WHO на МК-85 появлялась строка «Программу разработал Подоров А. Н.».
- Если длина строки программы (искусственно смоделированной) после «разжатия» команд (их преобразования из кодового представления в текстовое) и удаления пробелов превышает максимально допустимые 63 символа, возникает недокументированная ошибка ERR !
- В калькуляторе есть встроенная программа диагностики. Для её запуска необходимо набрать слово TEST и нажать EXE. Калькулятор произведёт тестирование контрольной суммы ПЗУ, определение текущего объёма установленной памяти и запись с последующим чтением всех ячеек оперативной памяти, позволяет провести визуальный контроль всех элементов экрана. Следует учитывать, что выполнение теста самоконтроля приводит к стиранию всех ранее записанных программ и данных.
- Для перехода в турбо-режим следует произвести включение или перезапуск (по клавише сброса, команде TEST или в результате исполнения сбойных команд — например, тригонометрических функций специально подобранных аргументов) микрокомпьютера с зажатой клавишей «+» либо «M» (недочёт подпрограммы проверки). Во избежание быстрого разряда элементов питания микрокомпьютер в режиме повышенного быстродействия рекомендуется включать через блок питания.
- Внешне калькулятор был скопирован с Casio FX-700P (он же Radio Shack PC-4), а внутренне это полностью оригинальная разработка. В FX-700 имеется внешний интерфейс, но отсутствует разъём питания, в МК-85 есть разъём для БП, но параллельный интерфейс наружу не выведен. FX-700 оснащён 4-разрядным процессором, а МК-85 — 16-разрядным. Однако часть операций микрокомпьютера выполняются медленнее (даже при использовании турбо-режима), чем у FX-700. Это связано с конкретной реализацией алгоритмов ПО BASIC и отсутствием у процессоров типа PDP-11 аппаратной поддержки BCD-представления чисел.[2]
- Если рассмотреть принципиальную схему клавиатуры МК-85, то обнаруживается, что одновременное нажатие расположенных рядом кнопок «0» и «.» соответствовало замыканию скрытой кнопки «reset». Хотя программа контроллера клавиатуры имела защиту от таких ситуаций, иногда случайное нажатие этих кнопок приводило к перезагрузке калькулятора со сбросом всей памяти (сервисный центр в Зеленограде так и не смог помочь, проблема решалась наклеиванием разделителя между кнопками).
- Раскладки клавиатуры — латинская QWERTY и русская фонетическая ЯВЕРТЫ; русские буквы, не уместившиеся на буквенной клавиатуре, расположены на цифровой. Для переключения раскладки используется сочетание клавиш «MODE» и «.» (точка), нажимаемых последовательно. Русская раскладка названа «расширенным режимом» (англ. extended mode), включение которого индицируется сегментом индикатора «EXT». Если в латинской раскладке по умолчанию осуществляется ввод прописных букв, то в русской — строчных (за исключением букв Ъ, Э, Ю, Ё, Ч, Ш и Щ, регистр которых инвертирован по сравнению с остальными). Для переключения регистра перед вводом символа следует нажать клавишу «MODE». Также в расширенном режиме можно вводить специальные символы (×, ÷, °, Σ, Ω, µ, ←, → и др.), нажимая перед этим клавишу с красной буквой S. Для получения справки по расположению специальных символов на клавиатуре необходимо поместить на неё входящую в комплект накладку.

## Модификации

### МК-85М
Модификация с 6 КБ энергонезависимой памяти (5317 шагов программы). Конструкция базовой модификации (2 КБ) допускает увеличение до расширенной путём установки двух дополнительных микросхем ОЗУ. Некоторые пользователи устанавливают дополнительные микросхемы памяти самостоятельно. В настоящее время приобрести микросхемы Т36РУ1-2 представляет большую проблему. Для тех, кто решится на самостоятельную доработку — вполне подойдут микросхемы Н537РУ8А. Возможно, просто Т36РУ1-2 является бюджетным вариантом Н537РУ8А, имеющей металлокерамический корпус.

### МК-85Б[3]
«Б» — Банковский, для шифровки авизо.
Портативный шифратор, средство защиты информации «Анкрипт».
Разработан в 1990 году НПМГП «Анкорт», г. Москва. Изготавливался с 1991 года на заводе «Ангстрем», г. Зеленоград.
Применялся: Центральным банком Российской Федерации (Банком России) в качестве защиты от фальшивых авизо.

### МК-85С[4]

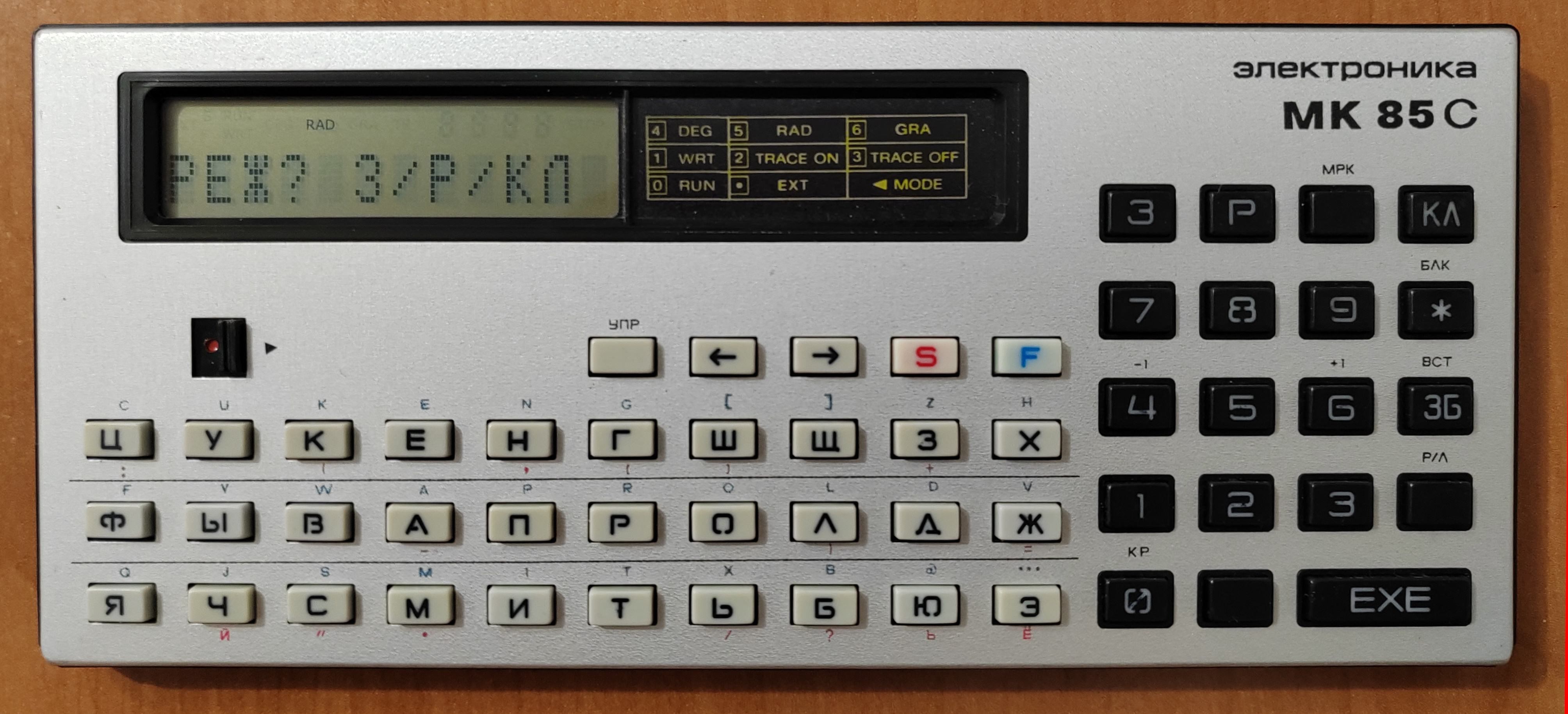
«Электроника МК-85С»

«С» — Crypto — для других задач криптозащиты.
Портативный шифратор, средство защиты информации «Анкрипт».
Разработан в 1991 году НПМГП «Анкорт», г. Москва. Изготавливался на заводе «Ангстрем», г. Зеленоград.
Применялся: Центральным банком Российской Федерации (Банком России), Министерством обороны, в МВД и пограничных войсках.
Отличается от микрокомпьютера прошивкой, кодировкой символов, раскладкой клавиатуры (ЦУКЕНГ вместо QWERTY) и обозначениями на лицевой панели.

### Телефонные аппараты
Микропроцессорный комплект и ЖКИ от МК-85 применены в первой модели телефона с АОН «Phone master», который внешне не похож на МК-85 и собран в корпусе обычного телефонного аппарата.
Этот же микропроцессорный комплект, но в сочетании с новым двухстрочным ЖКИ, имеющим подсветку лампами накаливания, применён и во второй модели телефонного аппарата «Phone master».
Последующие модели телефонов серии «Phone master» с этими двумя историческими моделями ничего общего не имеют, выполнены на обычных микроконтроллерах широкого применения и имеют сегментный ЖКИ.

## Фотографии

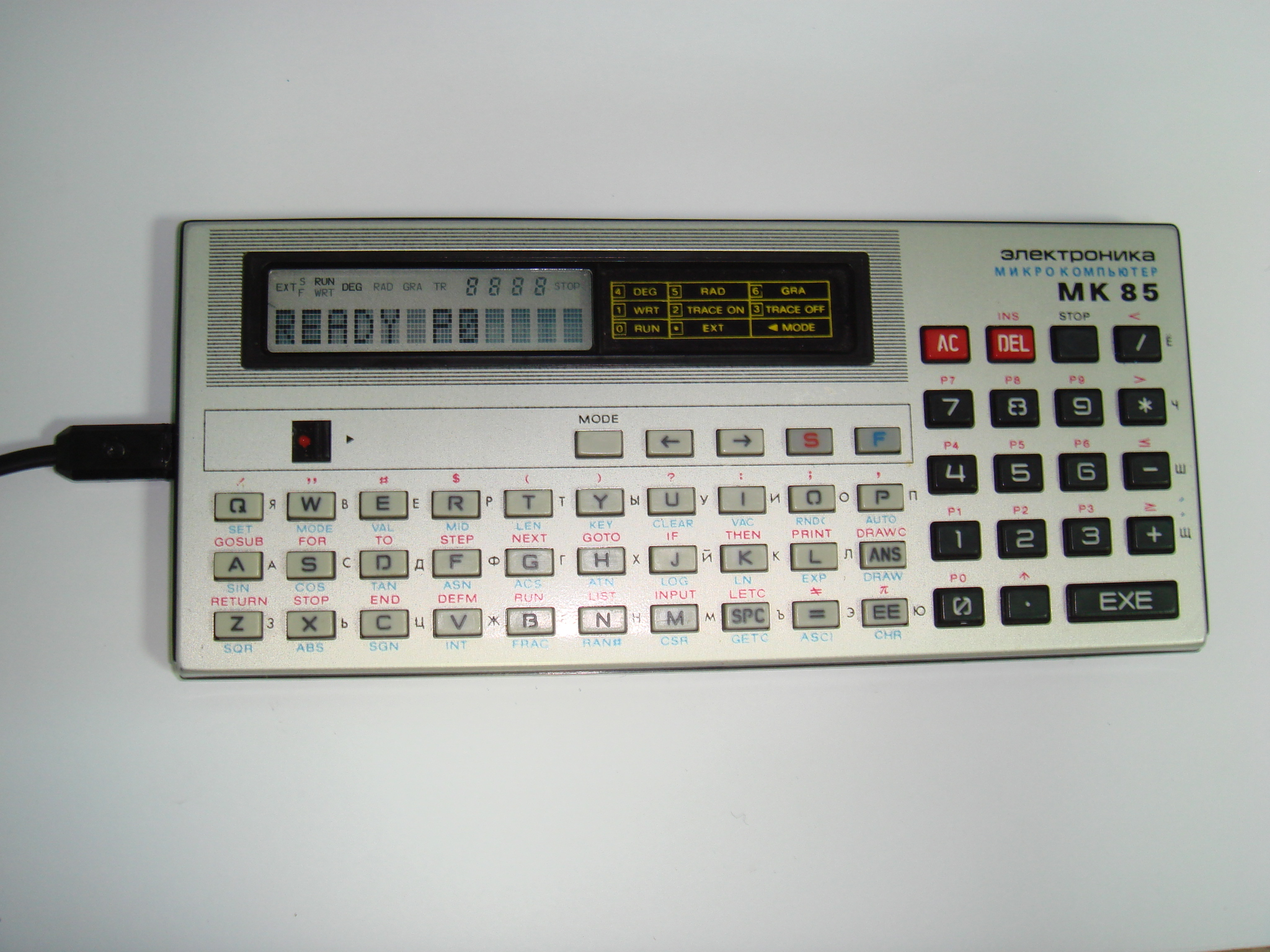
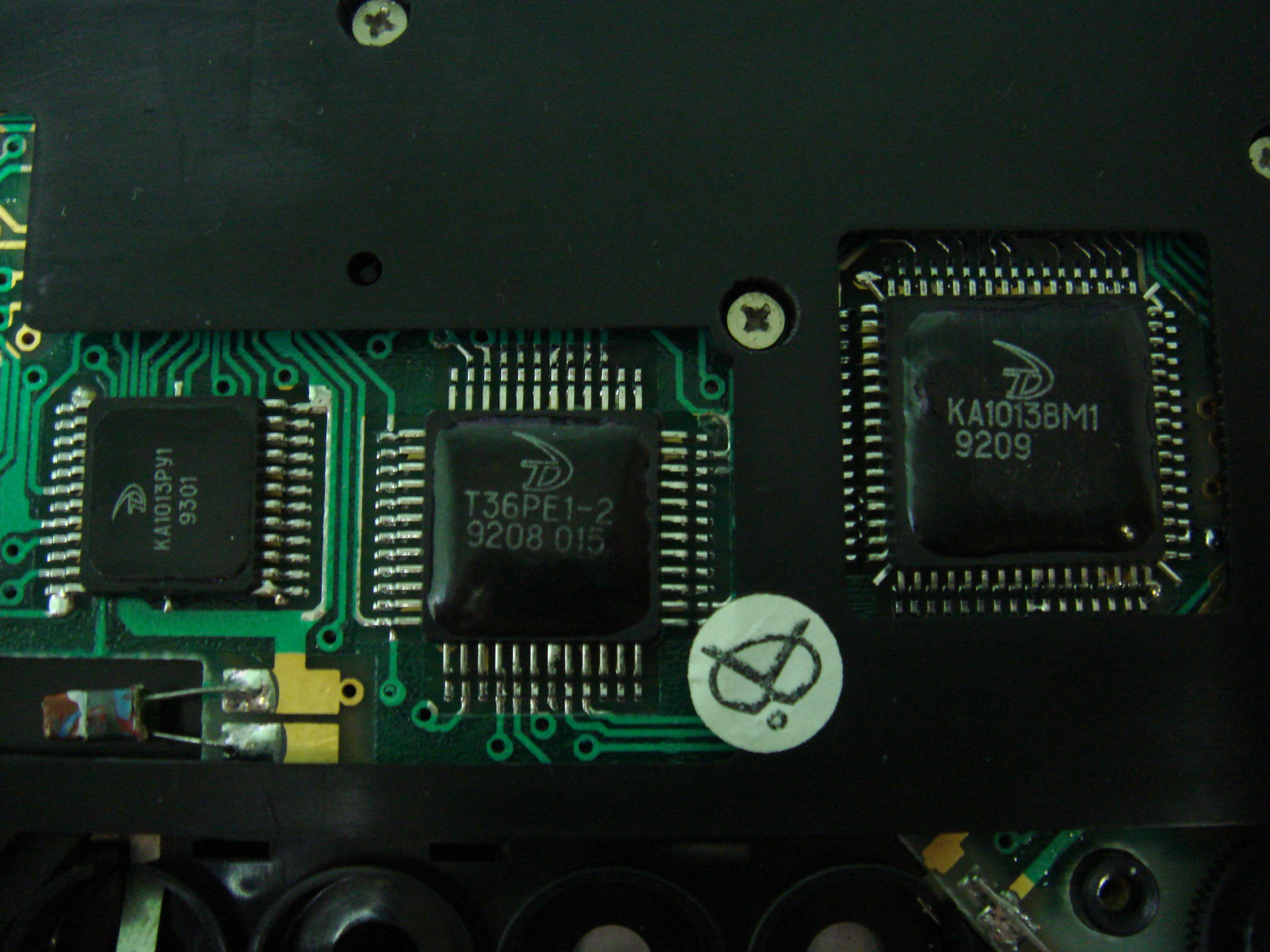
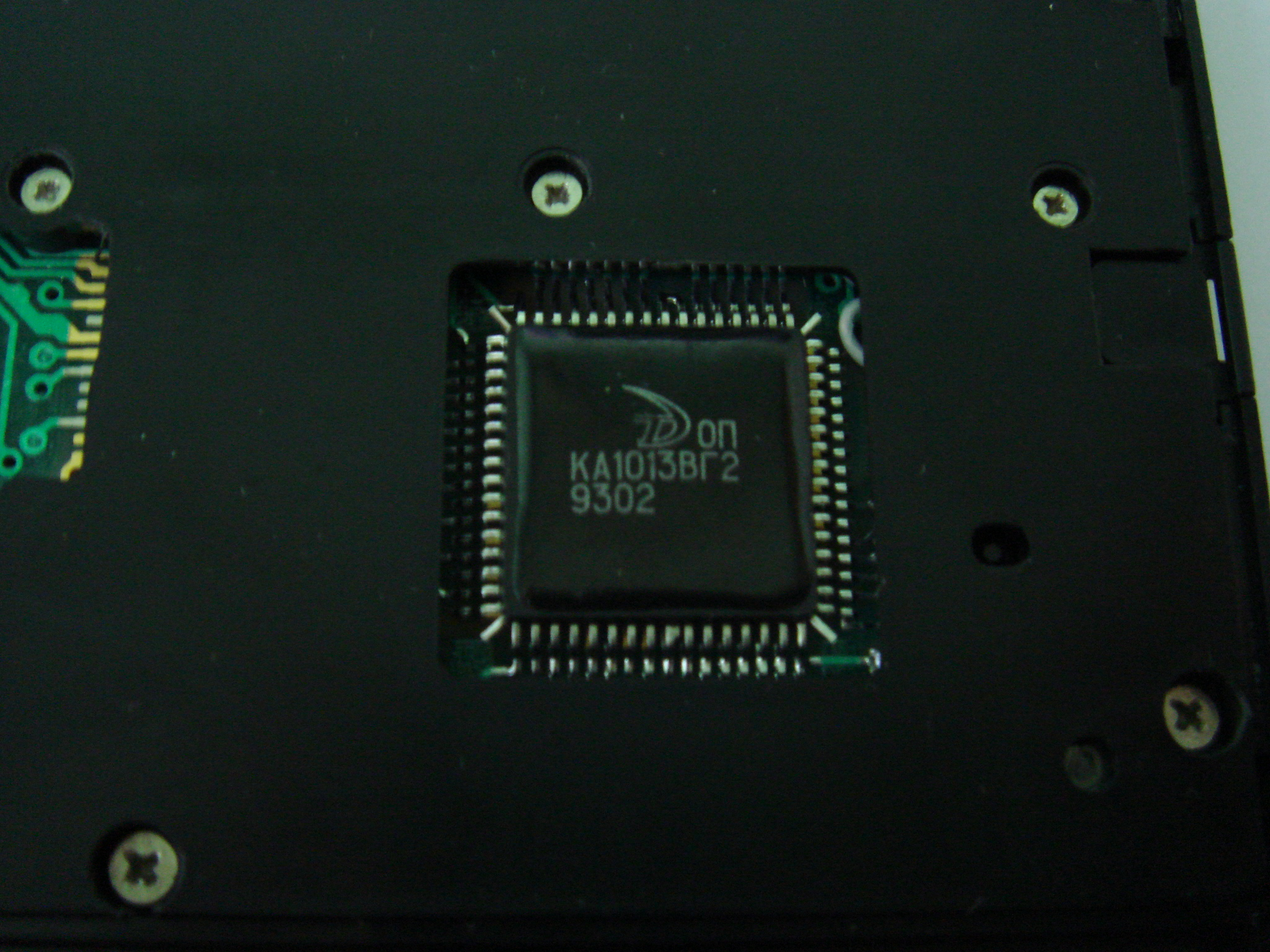
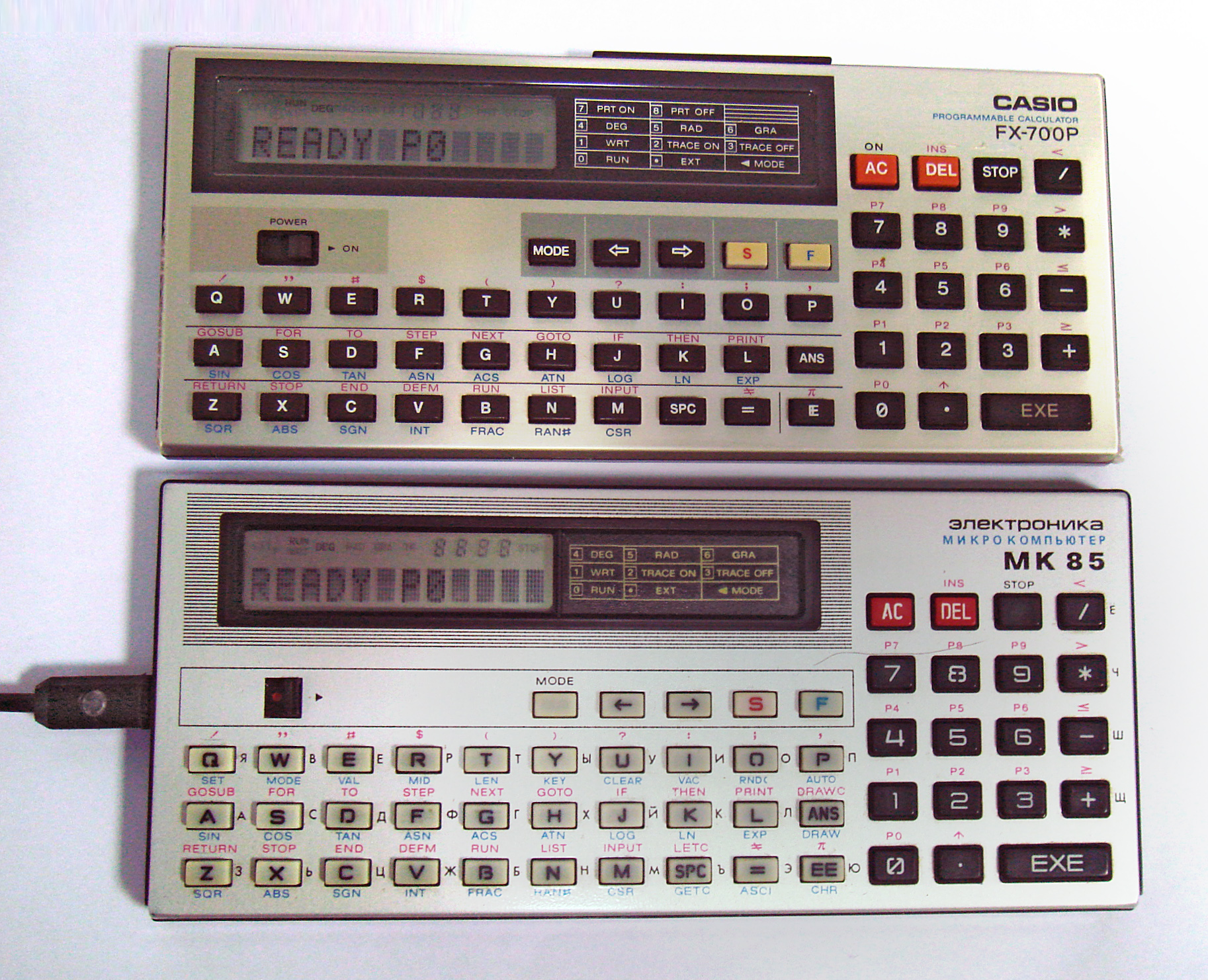
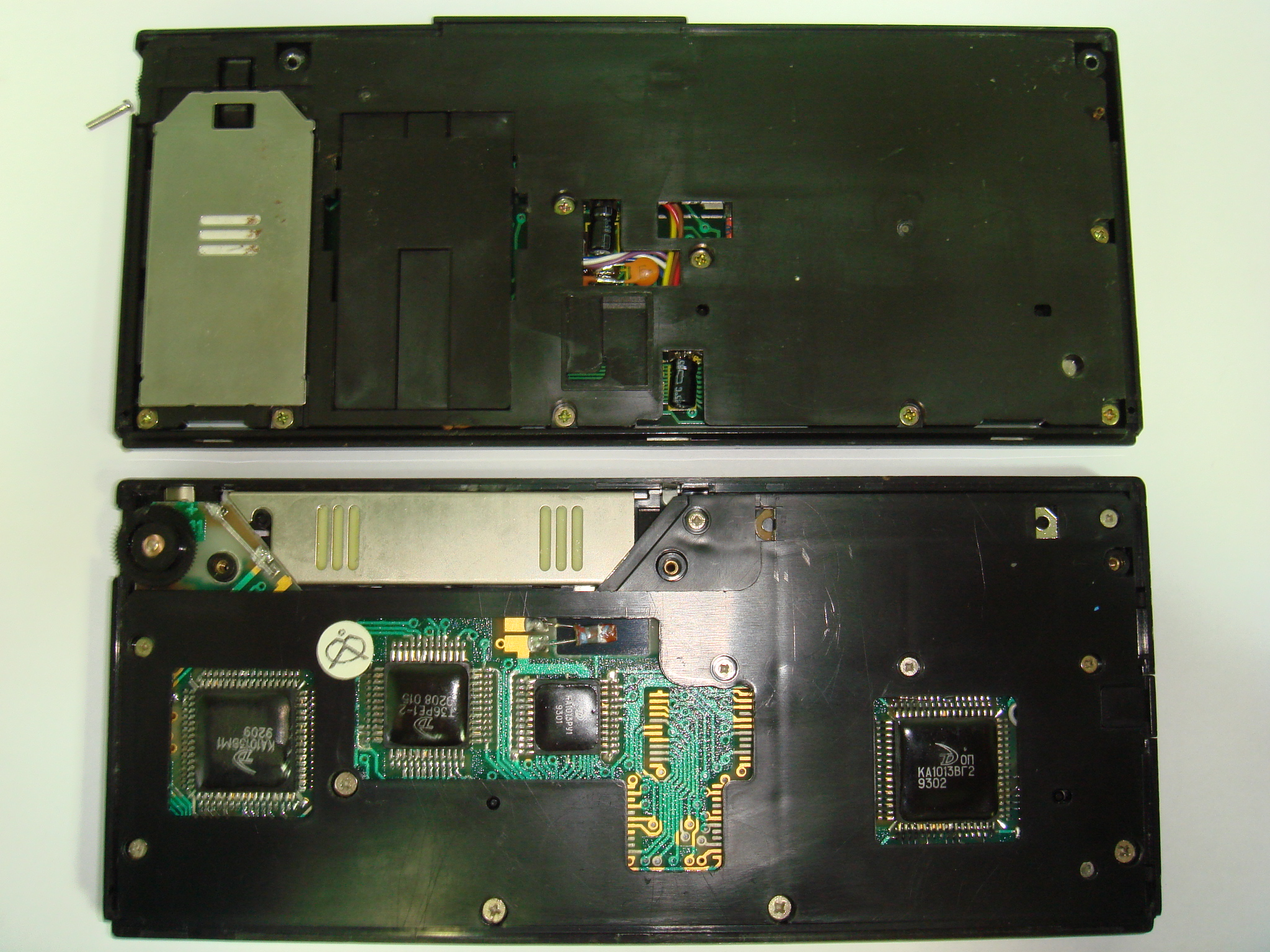
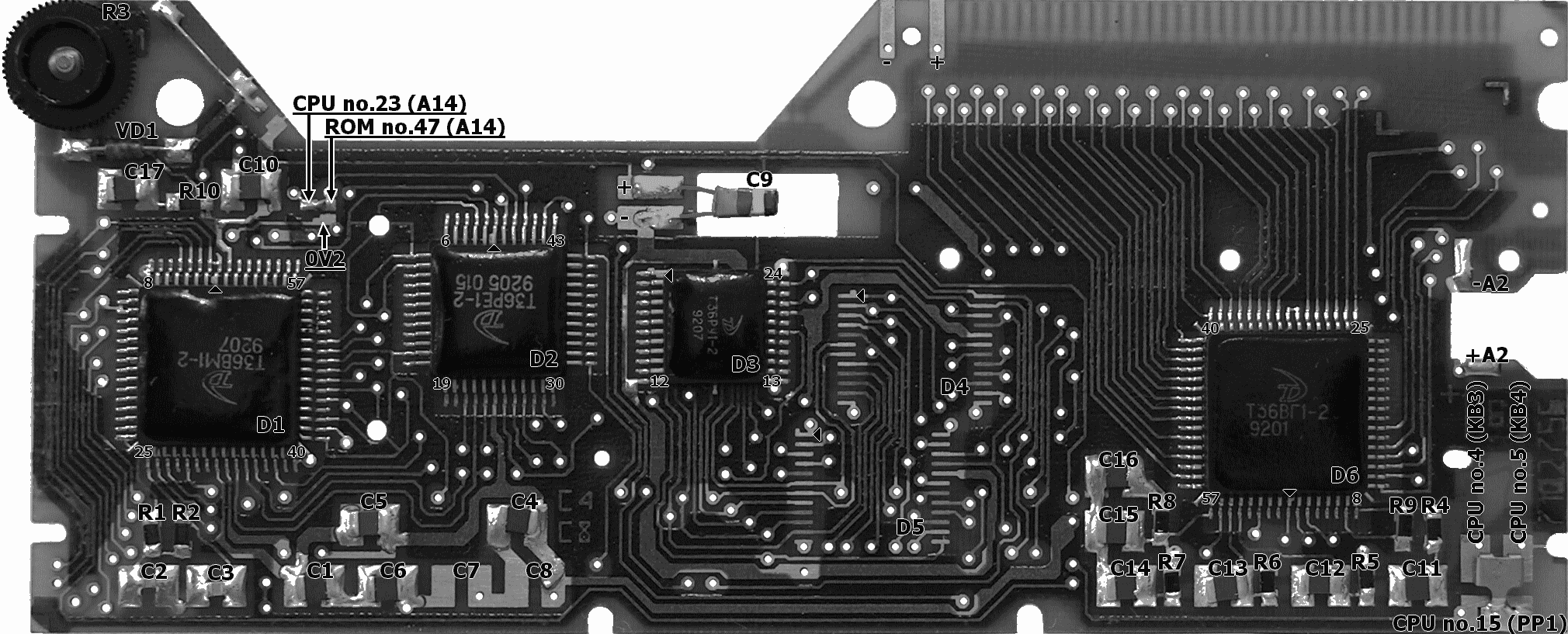
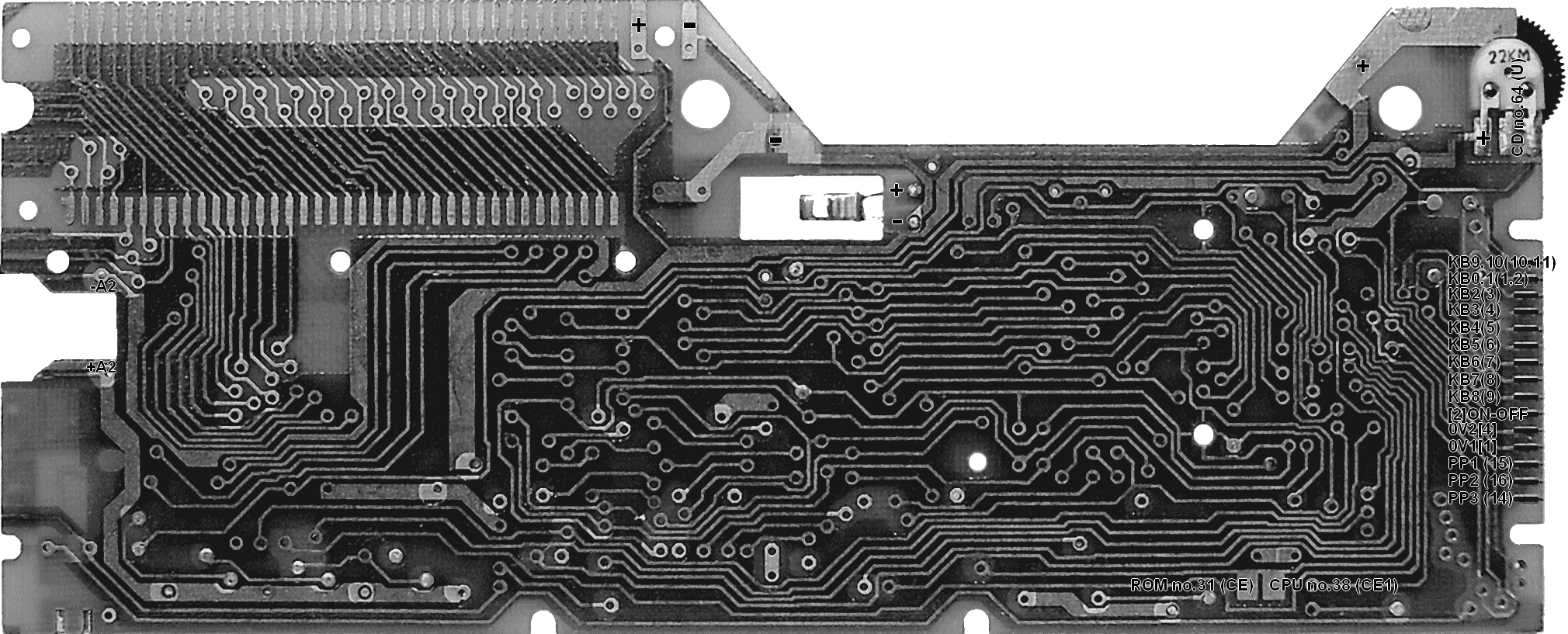

Сохранившиеся рабочие экземпляры датированы: «декабрь 1991 года зав. № 524076», «август 1992 года» и «декабрь 1992 года».

Фотографии сделаны спустя 16 лет с даты производства; как видно, калькуляторы всё ещё работоспособны.

На фотографиях 7 и 8 представлено сравнение Casio FX-700P и «Электроники МК-85» — хоть внешне они похожи, но внутренне совершенно разные.

### МК-85С

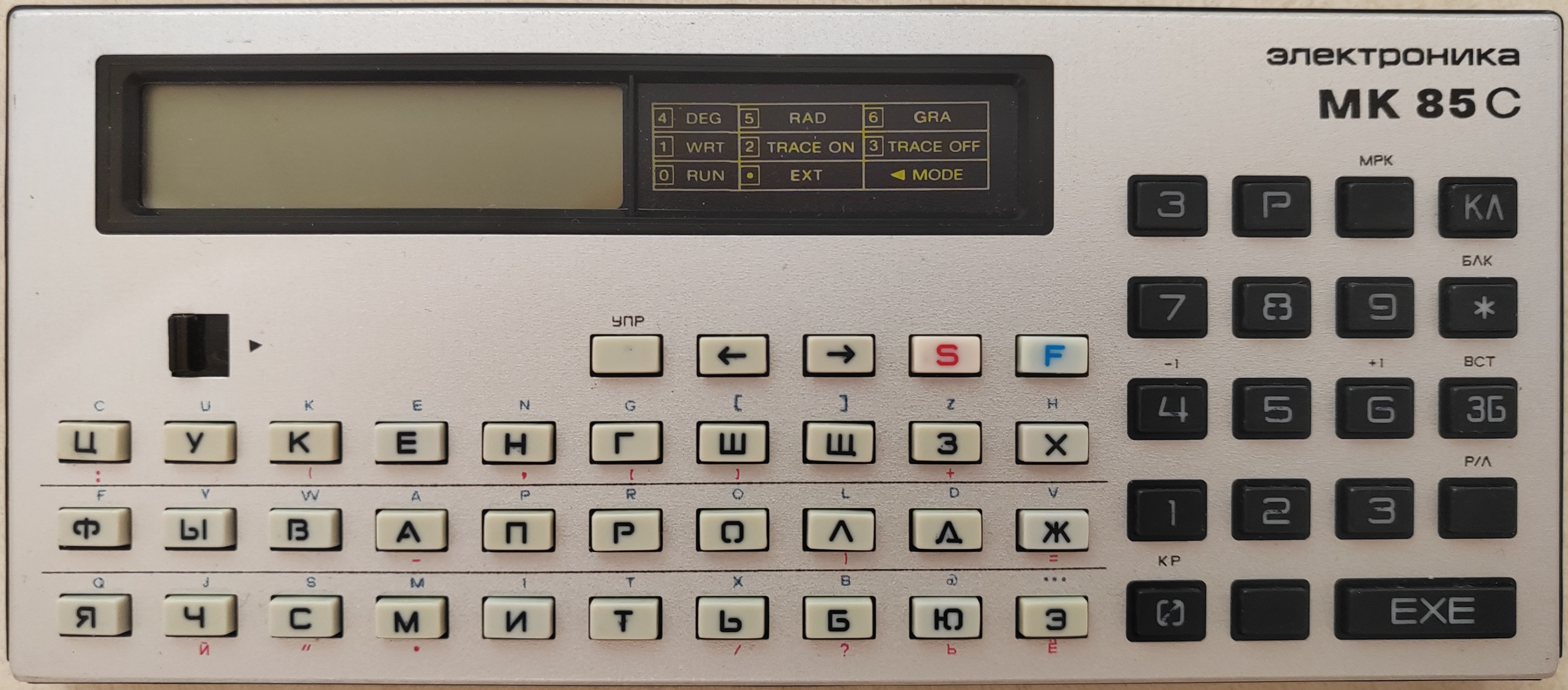
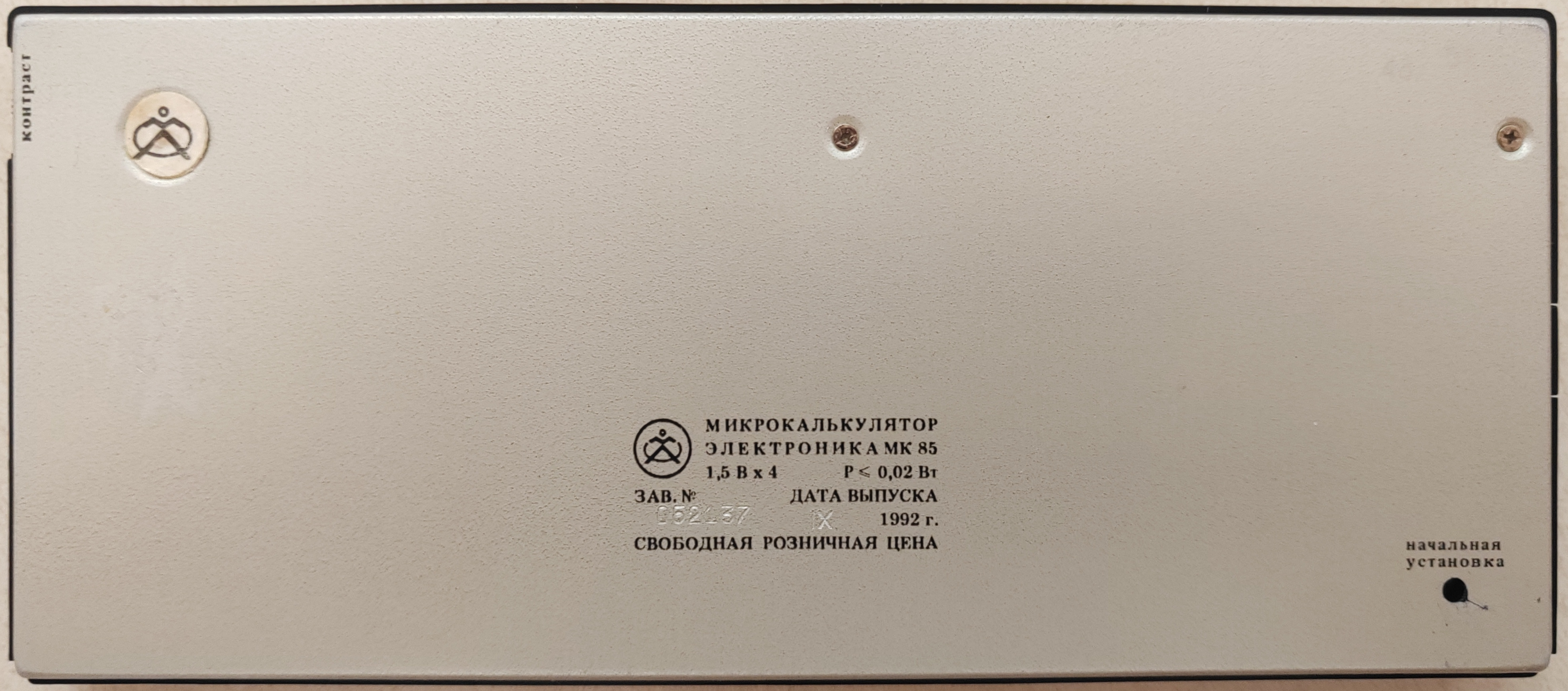
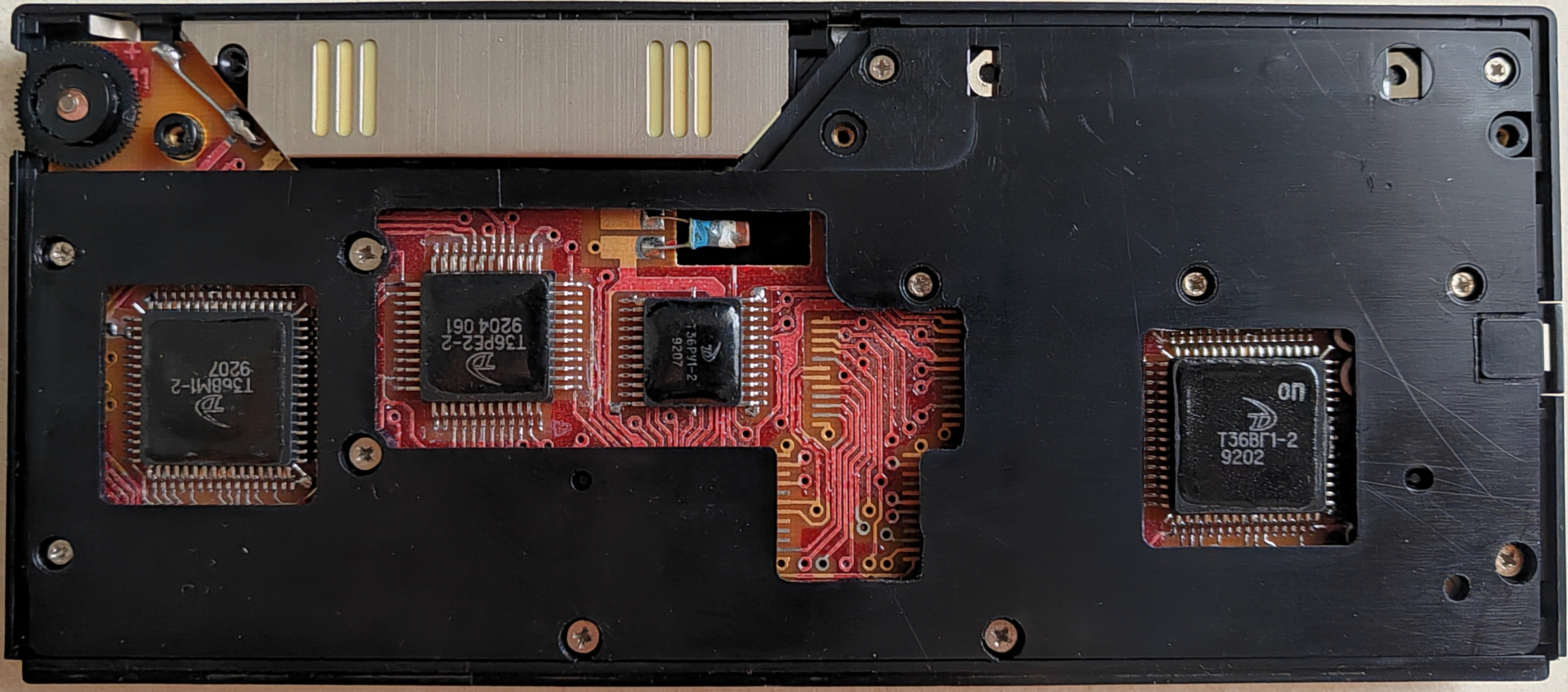
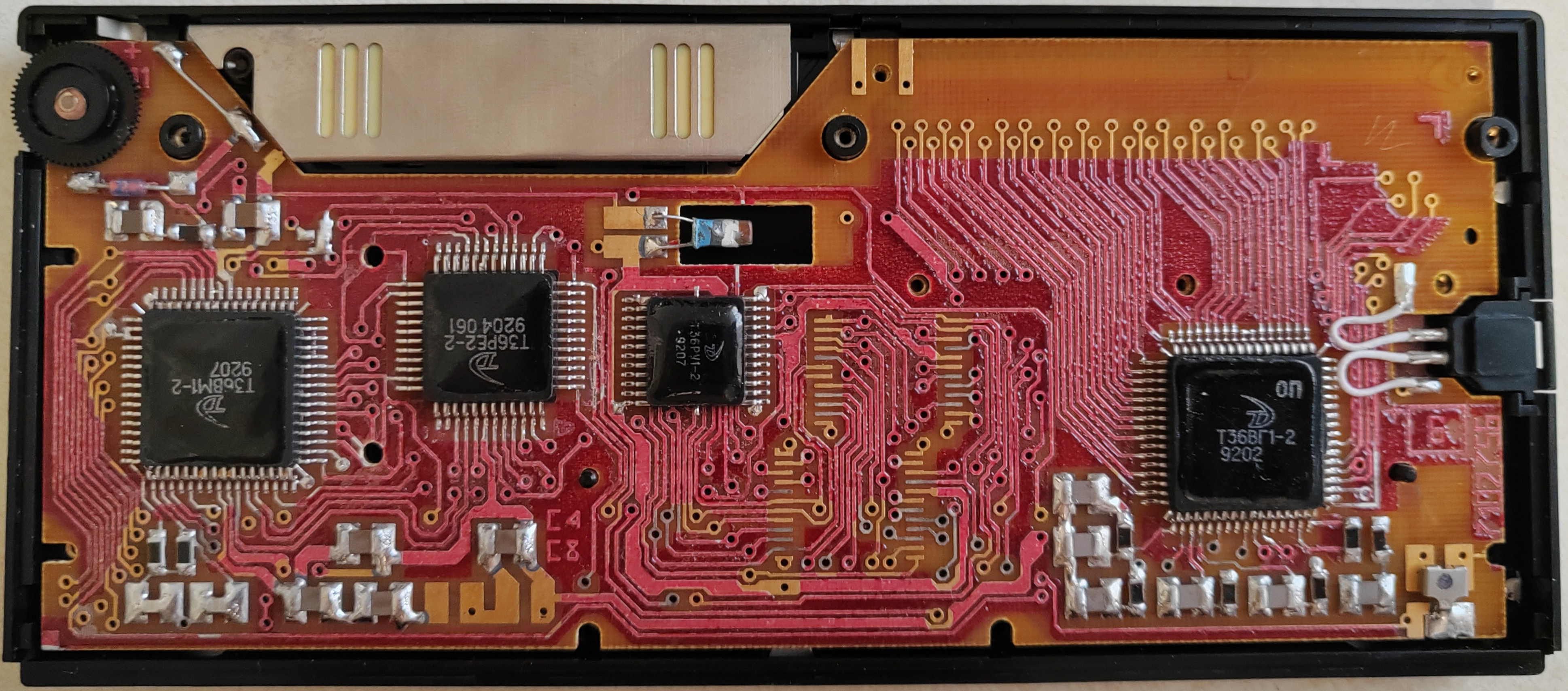
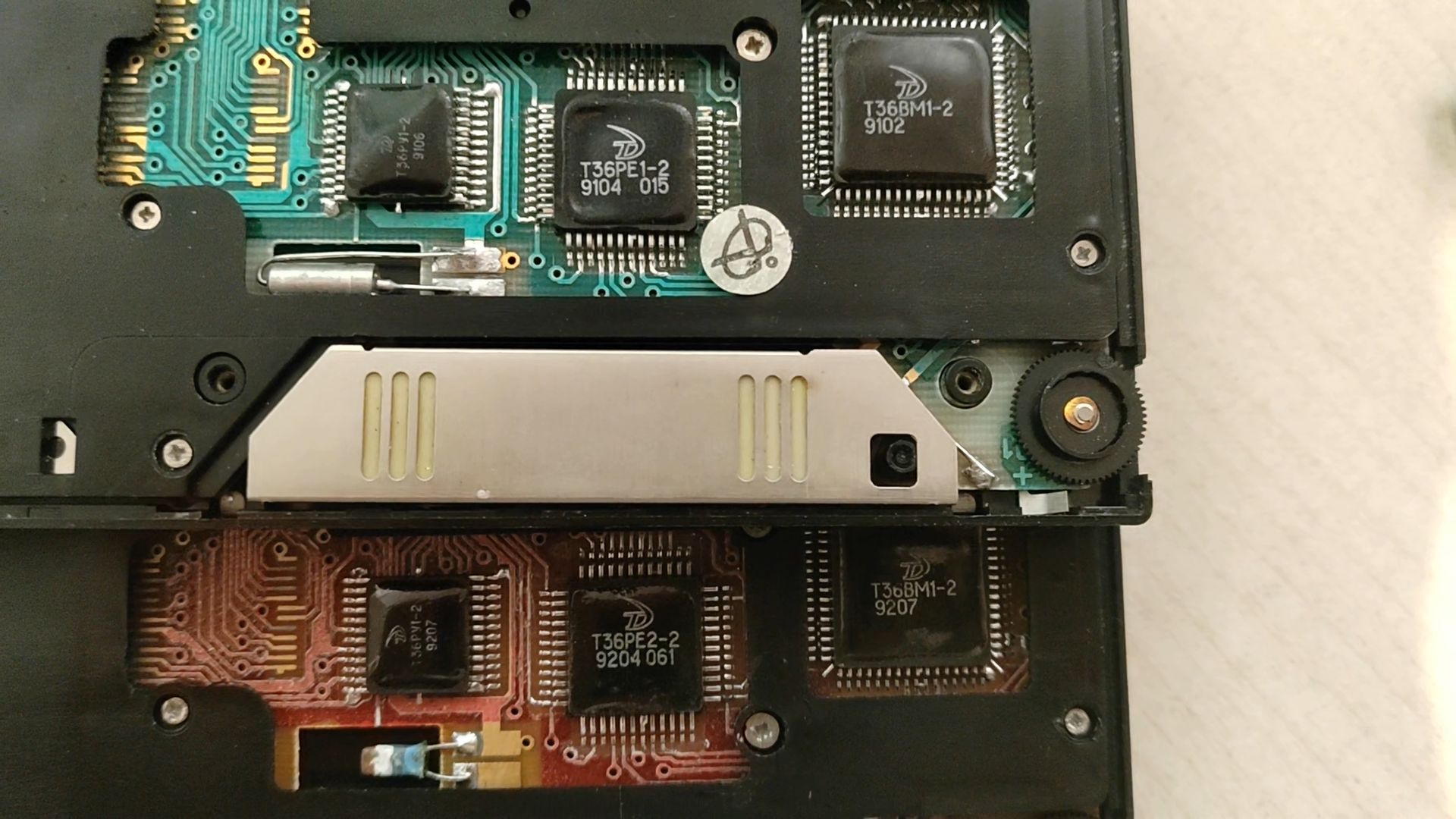

Данный экземпляр шифратора изготовлен в сентябре 1992 года и имеет заводской номер 052137. Полностью работоспособен.
В обычном МК-85 используется масочное ПЗУ с ПО BASIC, имеющее код 015, тогда как данное устройство имеет ПЗУ с ПО «Азимут», имеющее код 061 (см. последнее фото).